# Eclissi solare del 22 luglio 2028
L'eclissi solare del 22 luglio 2028 è un evento astronomico che avrà luogo il suddetto giorno attorno alle ore 2:56 UTC.